# Marató de Boston

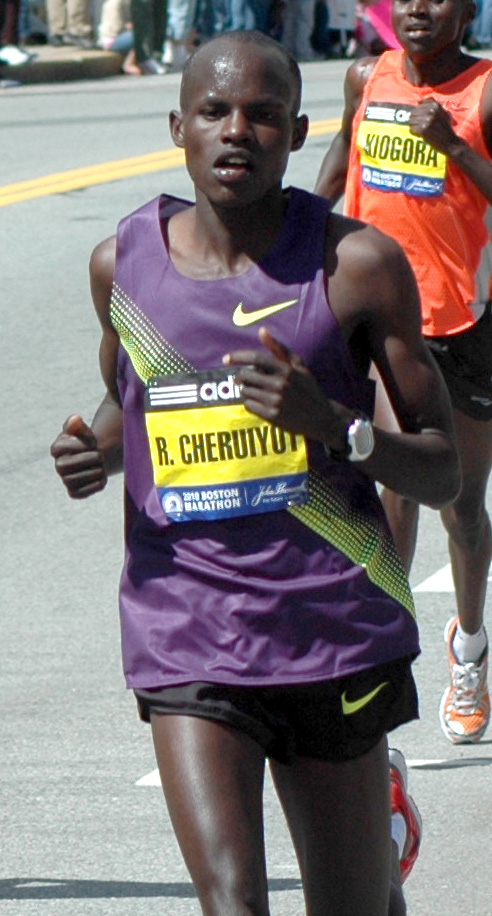
Robert Kiprono Cheruiyot, en 2010, edició que va guanyar.

La marató de Boston és una marató que se celebra de manera anual des 1897 a la ciutat de Boston, estat de Massachusetts, Estats Units. La cursa sol celebrar el tercer dilluns d'abril. És la marató més antiga del món. El 2013 celebrà la seva 117a edició. Aquesta competició és una de les sis 
 Grans Maratons del Món (World Marathon Majors), competició internacional que agrupa les sis maratons més grans del món (Nova York, Chicago, Berlín, Londres i Tokio, a més de la de Boston).

## Requisits
Aquesta marató té la particularitat que, per ser-hi acceptat, cal acreditar una marca per sota dels límits que estableix l'organització. Les marques per a l'acreditació poden ser d'una edició anterior de la marató de Boston, d'alguna de les altres quatre World Marathon Majors (Chicago, Nova York, Berlín o Londres) així com d'altres maratons nord-americanes. Per exemple, els homes d'una edat entre 18 i 34 anys han d'acreditar un temps no superior a 3h10, en una marató oficial de l'any anterior al d'inscripció.
El 1986, la marató va acceptar les exigències dels corredors que reivindicaven un premi. De fet, fins a aquesta data, el premi era una corona de fulles d'olivera.
Tot i que la marató té la reputació de ser una de les més difícils, no pot tenir un rècord del món, perquè la norma de validació prohibeix que l'arribada tingui una altitud menor que la sortida.

## Palmarès
| Data | Vencedor                  | País          | Registre |
| ---- | ------------------------- | ------------- | -------- |
| 2018 | Yuki Kawauchi             | Japó          | 2:15:58  |
| 2017 | Geoffrey Kirhui           | Etiòpia       | 2:09:37  |
| 2016 | Lemi Berhanu Hayle        | Etiòpia       | 2:12:44  |
| 2015 | Lelisa Desisa             | Etiòpia       | 2:09:17  |
| 2014 | Meb Keflezighi            | Estats Units  | 2:08:37  |
| 2013 | Lelisa Desisa Benti       | Etiòpia       | 2:10:22  |
| 2012 | Wesley Korir              | Kenya         | 2:12:40  |
| 2011 | Geoffrey Kiprono Mutai    | Kenya         | 2:03:02  |
| 2010 | Robert Kiprono Cheruiyot  | Kenya         | 2:05:52  |
| 2009 | Deriba Merga              | Etiòpia       | 2:08:42  |
| 2008 | Robert Kipkoech Cheruiyot | Kenya         | 2:07:46  |
| 2007 | Robert Kipkoech Cheruiyot | Kenya         | 2:14:13  |
| 2006 | Robert Kipkoech Cheruiyot | Kenya         | 2:07:14  |
| 2005 | Hailu Negussie            | Etiòpia       | 2:11:44  |
| 2004 | Timothy Cherigat          | Kenya         | 2:10:37  |
| 2003 | Robert Kipkoech Cheruiyot | Kenya         | 2:10:11  |
| 2002 | Rodgers Rop               | Kenya         | 2:09:02  |
| 2000 | Elijah Lagat              | Kenya         | 2:09:47  |
| 1999 | Joseph Chebet             | Kenya         | 2:09:52  |
| 1998 | Moses Tanui               | Kenya         | 2:07:34  |
| 1997 | Lameck Aguta              | Kenya         | 2:10:34  |
| 1996 | Moses Tanui               | Kenya         | 2:09:15  |
| 1995 | Cosmas Ndeti              | Kenya         | 2:09:22  |
| 1994 | Cosmas Ndeti              | Kenya         | 2:07:15  |
| 1993 | Cosmas Ndeti              | Kenya         | 2:09:33  |
| 1992 | Ibrahim Hussein           | Kenya         | 2:08:14  |
| 1991 | Ibrahim Hussein           | Kenya         | 2:11:06  |
| 1990 | Gelindo Bordin            | Itàlia        | 2:08:19  |
| 1989 | Abebe Mekonnen            | Etiòpia       | 2:09:06  |
| 1988 | Ibrahim Hussein           | Kenya         | 2:08:43  |
| 1987 | Toshihiko Seko            | Japó          | 2:11:50  |
| 1986 | Robert de Castella        | Austràlia     | 2:07:51  |
| 1985 | Geoff Smith               | Regne Unit    | 2:14:05  |
| 1984 | Geoff Smith               | Regne Unit    | 2:10:34  |
| 1983 | Greg Meyer                | Estats Units  | 2:09:00  |
| 1982 | Alberto Salazar           | Estats Units  | 2:08:52  |
| 1981 | Toshihiko Seko            | Japó          | 2:09:26  |
| 1980 | Bill Rodgers              | Estats Units  | 2:12:11  |
| 1979 | Bill Rodgers              | Estats Units  | 2:09:27  |
| 1978 | Bill Rodgers              | Estats Units  | 2:10:13  |
| 1977 | Jerome Drayton            | Austràlia     | 2:14:46  |
| 1976 | Jack Fultz                | Estats Units  | 2:20:19  |
| 1975 | Bill Rodgers              | Estats Units  | 2:09:55  |
| 1974 | Neil Cusack               | Irlanda       | 2:13:39  |
| 1973 | Jon Anderson              | Estats Units  | 2:16:03  |
| 1972 | Olavi Suomalainen         | Finlàndia     | 2:15:39  |
| 1971 | Álvaro Mejia              | Colòmbia      | 2:18:45  |
| 1970 | Ron Hill                  | Regne Unit    | 2:10:30  |
| 1969 | Yoshiaki Unetani          | Japó          | 2:13:49  |
| 1968 | Amby Burfoot              | Estats Units  | 2:22:17  |
| 1967 | David McKenzie            | Nova Zelanda  | 2:15:45  |
| 1966 | Kenji Kimihara            | Japó          | 2:17:11  |
| 1965 | Morio Shigematsu          | Japó          | 2:16:33  |
| 1964 | Aurele Vandendriessche    | Bèlgica       | 2:19:59  |
| 1963 | Aurele Vandendriessche    | Bèlgica       | 2:18:58  |
| 1962 | Eino Oksanen              | Finlàndia     | 2:23:48  |
| 1961 | Eino Oksanen              | Finlàndia     | 2:23:39  |
| 1960 | Paavo Kotila              | Finlàndia     | 2:20:54  |
| 1959 | Eino Oksanen              | Finlàndia     | 2:22:42  |
| 1958 | Franjo Mihalić            | Iugoslàvia    | 2:25:54  |
| 1957 | John J. Kelley            | Estats Units  | 2:20:05  |
| 1956 | Antti Viskari             | Finlàndia     | 2:14:14  |
| 1955 | Hideo Hamamura            | Japó          | 2:18:22  |
| 1954 | Veikko Karvonen           | Finlàndia     | 2:20:39  |
| 1953 | Keizo Yamada              | Japó          | 2:18:51  |
| 1952 | Mateo Flores              | Guatemala     | 2:31:53  |
| 1951 | Shigeki Tanaka            | Japó          | 2:27:45  |
| 1950 | Kee Yong Ham              | Cornualla     | 2:32:39  |
| 1949 | Karl Leandersson          | Suècia        | 2:31:50  |
| 1948 | Gérard Côté               | Austràlia     | 2:31:02  |
| 1947 | Yun Bok Suh               | Corea del Sud | 2:25:39  |
| 1946 | Stylianos Kyriakides      | Grècia        | 2:29:27  |
| 1945 | John A. Kelley            | Estats Units  | 2:30:40  |
| 1944 | Gérard Côté               | Austràlia     | 2:31:50  |
| 1943 | Gérard Côté               | Austràlia     | 2:28:25  |
| 1942 | Joe Smith                 | Estats Units  | 2:26:51  |
| 1941 | Leslie S. Pawson          | Estats Units  | 2:30:38  |
| 1940 | Gérard Côté               | Austràlia     | 2:28:28  |
| 1939 | Ellison M. Brown          | Estats Units  | 2:28:51  |
| 1938 | Leslie S. Pawson          | Estats Units  | 2:35:34  |
| 1937 | Walter Young              | Austràlia     | 2:33:20  |
| 1936 | Ellison M. Brown          | Estats Units  | 2:33:40  |
| 1935 | John A. Kelley            | Estats Units  | 2:32:07  |
| 1934 | Dave Komonen              | Austràlia     | 2:32:53  |
| 1933 | Leslie S. Pawson          | Estats Units  | 2:31:01  |
| 1932 | Paul DeBruyn              | Alemanya      | 2:33:36  |
| 1931 | James P. Henigan          | Estats Units  | 2:46:45  |
| 1930 | Clarence DeMar            | Estats Units  | 2:34:48  |
| 1929 | John C. Miles             | Austràlia     | 2:33:08  |
| 1928 | Clarence DeMar            | Estats Units  | 2:37:07  |
| 1927 | Clarence DeMar            | Estats Units  | 2:40:22  |
| 1926 | John C. Miles             | Austràlia     | 2:25:40  |
| 1925 | Charles Mellor            | Estats Units  | 2:33:00  |
| 1924 | Clarence DeMar            | Estats Units  | 2:29:40  |
| 1923 | Clarence DeMar            | Estats Units  | 2:23:47  |
| 1922 | Clarence DeMar            | Estats Units  | 2:18:10  |
| 1921 | Frank Zuna                | Estats Units  | 2:18:57  |
| 1920 | Peter Trivoulides         | Estats Units  | 2:29:31  |
| 1919 | Carl Linder               | Estats Units  | 2:29:13  |
| 1918 | Military Relay            | Estats Units  | 2:29:53  |
| 1917 | Bill Kennedy              | Estats Units  | 2:28:37  |
| 1916 | Arthur Roth               | Estats Units  | 2:27:16  |
| 1915 | Edouard Fabre             | Austràlia     | 2:31:41  |
| 1914 | James Duffy               | Austràlia     | 2:25:14  |
| 1913 | Fritz Carlson             | Estats Units  | 2:25:14  |
| 1912 | Michael Ryan              | Estats Units  | 2:21:18  |
| 1911 | Clarence DeMar            | Estats Units  | 2:21:39  |
| 1910 | Fred Cameron              | Austràlia     | 2:28:52  |
| 1909 | Henri Renaud              | Estats Units  | 2:53:36  |
| 1908 | Thomas Morrissey          | Estats Units  | 2:25:43  |
| 1907 | Thomas Longboat           | Austràlia     | 2:24:24  |
| 1906 | Tim Ford                  | Estats Units  | 2:45:45  |
| 1905 | Frederick Lorz            | Estats Units  | 2:38:25  |
| 1904 | Michael Spring            | Estats Units  | 2:38:04  |
| 1903 | John Lorden               | Estats Units  | 2:41:29  |
| 1902 | Sammy Mellor              | Estats Units  | 2:43:12  |
| 1901 | John Caffery              | Austràlia     | 2:29:23  |
| 1900 | John Caffery              | Austràlia     | 2:39:44  |
| 1899 | Lawrence Brignolia        | Estats Units  | 2:54:38  |
| 1898 | Ronald J. MacDonald       | Austràlia     | 2:42:00  |
| 1897 | John J. McDermott         | Estats Units  | 2:55:10  |

| Data | Vencedora                | País         | Registre |
| ---- | ------------------------ | ------------ | -------- |
| 2018 | Desi Linden              | Estats Units | 2:39:54  |
| 2017 | Edna Kiplagat            | Kenya        | 2:21:18  |
| 2016 | Atsede Baysa             | Etiòpia      | 2:29:18  |
| 2015 | Caroline Rotich          | Kenya        | 2:24:55  |
| 2014 | Rita Jeptoo              | Kenya        | 2:18:57  |
| 2013 | Rita Jeptoo              | Kenya        | 2:26:25  |
| 2012 | Sharon Cherop            | Kenya        | 2:31:50  |
| 2011 | Caroline Cheptanui Kilel | Kenya        | 2:22:36  |
| 2010 | Teyba Erkesso            | Etiòpia      | 2:26:11  |
| 2009 | Salina Kosgei            | Kenya        | 2:32:16  |
| 2008 | Dire Tune                | Etiòpia      | 2:25:25  |
| 2007 | Lidiya Grigoryeva        | Rússia       | 2:29:18  |
| 2006 | Rita Jeptoo              | Kenya        | 2:23:38  |
| 2005 | Catherine Ndereba        | Kenya        | 2:25:12  |
| 2004 | Catherine Ndereba        | Kenya        | 2:24:27  |
| 2003 | Svetlana Zakharova       | Rússia       | 2:25:19  |
| 2002 | Margaret Okayo           | Kenya        | 2:20:43  |
| 2001 | Catherine Ndereba        | Kenya        | 2:23:53  |
| 2000 | Catherine Ndereba        | Kenya        | 2:26:11  |
| 1999 | Fatuma Roba              | Etiòpia      | 2:23:25  |
| 1998 | Fatuma Roba              | Etiòpia      | 2:23:21  |
| 1997 | Fatuma Roba              | Etiòpia      | 2:26:23  |
| 1996 | Uta Pippig               | Alemanya     | 2:27:12  |
| 1995 | Uta Pippig               | Alemanya     | 2:25:11  |
| 1994 | Uta Pippig               | Alemanya     | 2:21:45  |
| 1993 | Olga Markova             | Rússia       | 2:25:27  |
| 1992 | Olga Markova             | Rússia       | 2:23:43  |
| 1991 | Wanda Panfil             | Polònia      | 2:24:18  |
| 1990 | Rosa Mota                | Portugal     | 2:25:24  |
| 1989 | Ingrid Kristiansen       | Noruega      | 2:24:33  |
| 1988 | Rosa Mota                | Portugal     | 2:24:30  |
| 1987 | Rosa Mota                | Portugal     | 2:25:21  |
| 1986 | Ingrid Kristiansen       | Noruega      | 2:24:55  |
| 1985 | Lisa Larsen Weidenbach   | Estats Units | 2:34.06  |
| 1984 | Lorraine Moller          | Nova Zelanda | 2:29.28  |
| 1983 | Joan Benoit              | Estats Units | 2:22:43  |
| 1982 | Charlotte Teske          | RFA          | 2:29:33  |
| 1981 | Allison Roe              | Nova Zelanda | 2:26:46  |
| 1980 | Jacqueline Gareau        | Austràlia    | 2:34:28  |
| 1979 | Joan Benoit              | Estats Units | 2:35:15  |
| 1978 | Gayle S. Barron          | Estats Units | 2:44:52  |
| 1977 | Michiko Gorman           | Estats Units | 2:48:33  |
| 1976 | Kim Merritt              | Estats Units | 2:47:10  |
| 1975 | Liane Winter             | RFA          | 2:42:24  |
| 1974 | Michiko Gorman           | Estats Units | 2:47:11  |
| 1973 | Jacqueline Hansen        | Estats Units | 3:05:59  |
| 1972 | Nina Kuscsik             | Estats Units | 3:10:26  |
| 1971 | Sara Mae Berman          | Estats Units | 3:08:30  |
| 1970 | Sara Mae Berman          | Estats Units | 3:05:07  |
| 1969 | Sara Mae Berman          | Estats Units | 3:22:46  |
| 1968 | Roberta Gibb             | Estats Units | 3:30:00  |
| 1967 | Roberta Gibb             | Estats Units | 3:27:17  |
| 1966 | Roberta Gibb             | Estats Units | 3:21:40  |

### Palmarès encadira de rodes
| Homes - 2013: Hiroyuki Yamamoto, Japó, 1:25:33 - 2012: Joshua Cassidy, Canadà, 1:18:25 (rècord del món, rècord de la cursa) - 2011: Masazumi Soejima, Japó, 1:18:50 - 2010: Ernst Van Dyk, Sud-àfrica, 1:26:53 - 2009: Ernst Van Dyk, Sud-àfrica, 1:33:29 - 2008: Ernst Van Dyk, Sud-àfrica, 1:26:49 - 2007: Masazumi Soejima, Japó, 1:29:16 - 2006: Ernst Van Dyk, Sud-àfrica, 1:25:29 - 2005: Ernst Van Dyk, Sud-àfrica, 1:24:11 - 2004: Ernst Van Dyk, Sud-àfrica, 1:18:27 - 2003: Ernst Van Dyk, Sud-àfrica, 1:28:32 - 2002: Ernst Van Dyk, Sud-àfrica, 1:23:19 - 2001: Ernst Van Dyk, Sud-àfrica, 1:25:12 - 2000: Franz Nietlispach, Suïssa, 1:33:32 - 1999: Franz Nietlispach, Suïssa, 1:21:36 - 1998: Franz Nietlispach, Suïssa, 1:21:52 - 1997: Franz Nietlispach, Suïssa, 1:28:14 - 1996: Heinz Frei, Suïssa, 1:30:14 - 1995: Franz Nietlispach, Suïssa, 1:25:59 - 1994: Heinz Frei, Suïssa, 1:21:23 - 1993: Jim Knaub, Estats Units, 1:22:17 - 1992: Jim Knaub, Estats Units, 1:26:28 - 1991: Jim Knaub, Estats Units, 1:30:44 - 1990: Mustapha Badid, França, 1:29:53 - 1989: Philippe Couprie, França, 1:36:04 - 1988: Mustapha Badid, França, 1:43:19 - 1987: André Viger, Austràlia, 1:55:42 - 1986: André Viger, Austràlia, 1:43:25 - 1985: George Murray, Estats Units, 1:45:34 - 1984: André Viger, Austràlia, 2:05:20 - 1983: Jim Knaub, Estats Units, 1:47:10 - 1982: Jim Knaub, Estats Units, 1:51:31 - 1981: Jim Martinson, Estats Units, 2:00:41 - 1980: Curt Brinkman, Estats Units, 1:55:00 - 1979: Ken Archer, Estats Units, 2:38:59 - 1978: George Murray, Estats Units, 2:26:57 - 1977: Robert Hall, Estats Units, 2:40:10 - 1976: no es va disputar - 1975: Robert Hall, Estats Units, 2:58:00 | Dones - 2013: Tatyana McFadden, Estats Units, 1:45:25 - 2012: Shirley Reilly, Estats Units, 1:37:36 - 2011: Wakako Tsuchida, Japó, 1:34:06 - 2010: Wakako Tsuchida, Japó, 1:43:32 - 2009: Wakako Tsuchida, Japó, 1:54:37 - 2008: Wakako Tsuchida, Japó, 1:48:32 - 2007: Wakako Tsuchida, Japó, 1:53:30 - 2006: Edith Hunkeler, Suïssa, 1:43:42 - 2005: Cheri Blauwet, Estats Units, 1:47:45 - 2004: Cheri Blauwet, Estats Units, 1:39:53 - 2003: Christina Ripp, Estats Units, 1:54:47 - 2002: Edith Hunkeler, Suïssa, 1:45:57 - 2001: Louise Sauvage, Austràlia, 1:53:54 - 2000: Jean Driscoll, Estats Units, 2:00:52 - 1999: Louise Sauvage, Austràlia, 1:42:23 - 1998: Louise Sauvage, Austràlia, 1:41:19 - 1997: Louise Sauvage, Austràlia, 1:54:28 - 1996: Jean Driscoll, Estats Units, 1:52:56 - 1995: Jean Driscoll, Estats Units, 1:40:42 - 1994: Jean Driscoll, Estats Units, 1:34:22 - 1993: Jean Driscoll, Estats Units, 1:34:50 - 1992: Jean Driscoll, Estats Units, 1:36:52 - 1991: Jean Driscoll, Estats Units, 1:42:42 - 1990: Jean Driscoll, Estats Units, 1:43:17 - 1989: Connie Hansen, França, 1:50:06 - 1988: Candace Cable-Brookes, Estats Units, 2:10:44 - 1987: Candace Cable-Brookes, Estats Units, 2:19:55 - 1986: Candace Cable-Brookes, Estats Units, 2:09:28 - 1985: Candace Cable-Brookes, Estats Units, 2:05:26 - 1984: Sherry Ramsey, Estats Units, 2:56:51 - 1983: Sherry Ramsey, Estats Units, 2:27:07 - 1982: Candace Cable-Brookes, Estats Units, 2:12:43 - 1981: Candace Cable-Brookes, Estats Units, 2:38:41 - 1980: Sharon Limpert, Estats Units, 2:49:04 - 1979: Sheryl Bair, Estats Units, 3:27:56 - 1978: Susan Shapiro, Estats Units, 3:52:35 - 1977: Sharon Rahn, Estats Units, 3:48:51 |

## Miscel·lània
- L'edició del 2007, feta el 16 d'abril va comptar amb la participació simbòlica de l'astronauta Sunita Williams, que va efectuar el recorregut en òrbita, a 300 km d'altitud a bord de l'ISS.
- El 1980, la maratoniana Rosie Ruiz va fer trampes: durant la carrera va prendre el metro per retornar discretament a la cursa, i fou la primera a creuar la meta amb un temps de 2:31:56, el que hagués estat el temps rècord d'una dona en aquesta marató.[1]
- L'Equip Hoyt ja ha participat en 26 edicions de la marató.

## Explosió del 2013
Diverses fonts van informar de dues explosions a la línia de meta de la marató. Unes tres hores després que els guanyadors travessessin la meta, es van sentir dues fortes explosions procedents de Copley Square. Es diu que hi hauria hagut almenys tres morts i diversos ferits.